# Eurema alitha
Eurema alitha é uma espécie de borboleta do género Eurema. Foi descrita pela primeira vez como Terias alitha pelos pai e filho entomólogos Caetano  e Rudolf Felder, em 1862. Pode ser encontrada no Sudeste da Ásia.

## Subespécies
- E. um. alitha (Mindanau)
- E. um. basilana (Basilan)
- E. um. djampeana (Tanah Djampea)
- E. um. garama (Arquipélago de Sulu)
- E. um. gradiens (norte de Bornéu)
- E. um. jalendra (Palawan)
- E. um. novaguineensis (Papua, Indonésia, Papua-Nova Guiné)
- E. um. samarana (Samar)
- E. um. sanama (Arquipélago de Sulu)
- E. um. sangira (Sangi)
- E. um. zita (Celebes)
- E. um. lorquini (Celebes)